# Michel Tremblay
Michel Tremblay (ur. 25 czerwca 1942 w Montrealu) – kanadyjski pisarz, dramaturg, scenarzysta i tłumacz. Najsłynniejszy przedstawiciel nowego pokolenia artystów québeckich, którzy w czasie Spokojnej Rewolucji uznali joual za formę ekspresji artystycznej.

## Życiorys
Jego pierwsza sztuka teatralna Siostrzyczki (Les belles-soeurs, 1965) przyczyniła się do zrewolucjonizowania pojęcia teatru w Quebecu – akcent po raz pierwszy położony został na problemy przedstawicieli niższych warstw społecznych: żony robotników zmagające się z problemami życia codziennego, seksualnym tabu i pragnieniem lepszego jutra. Siostrzyczki nakreśliły późniejsze pole zainteresowań literackich Tremblaya – zgłębianie dusz osób wykluczonych przez społeczeństwo. Jego twórczość można przedstawić na zasadzie trzech ścieżek tematycznych, które często się przenikają: robotniczy Montreal (Chroniques du Plateau Mont-Royal), homoseksualizm (Le coeur découvert) i fantastyka (La cité dans l'œuf).
Jako zdeklarowany homoseksualista, napisał wiele powieści (La duchesse et le roturier, La nuit des princes charmants, Le coeur découvert, Le coeur éclaté) oraz dramatów (Hosanna, La duchesse de Langeais), w których główne wątki dotyczyły osób homoseksualnych. W 2010 roku jego zasługi w przekraczaniu tabu dotyczącego odmiennych orientacji seksualnych zostały uhonorowane Nagrodą za walkę z homofobią (Prix de lutte contre l'homophobie) kanadyjskiej Fundacji EMERGENCE.
Uznany przez międzynarodową krytykę i tłumaczony na wiele języków. W 2008 roku uhonorowany został Legią Honorową. Odznaczony także Orderem Sztuki i Literatury i Ordre national du Québec.
W Polsce znany ze swoich sztuk teatralnych:
- Siostrzyczki (Les belles-soeurs) – tłum. Józef Kwaterko
- W najlepszej wierze (Le vrai monde) – tłum. Józef Kwaterko
- 5 razy Albertyna (Albertine, en cinq temps) – tłum. Jacek Mulczyk-Skarżyński
- Na zawsze Twoja (A toi, pour toujours, ta Marie-Lou) – tłum. Jacek Mulczyk-Skarżyński